# Exploración espacial soviética en los sellos postales

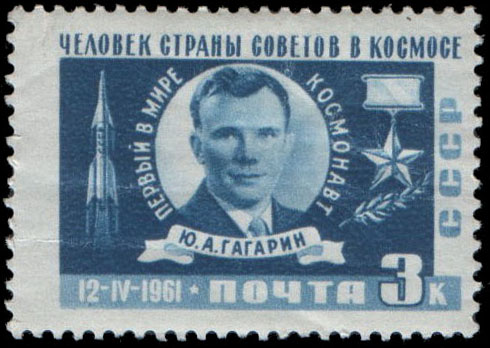
Yuri Gagarin el 12 de abril de 1961, se convirtió en el primer hombre en el espacio exterior y el primero en orbitar la Tierra.

La historia del programa espacial soviético ha sido bien documentada en la filatelia
no solo los logros mayores en aeronáutica espacial, incluyendo el primer satélite, Sputnik 1, el primer mamífero en el espacio (la perrita Laika en la Sputnik 2), primer humano en el espacio y en orbita terrestre (cosmonauta Yuri Gagarin en la Vostok 1), primer impacto sobre la superficie lunar (1959) y desembarco no tripulado, 
primera  estación espacial, y primera sonda interplanetaria sino también más general la observación astronómica.

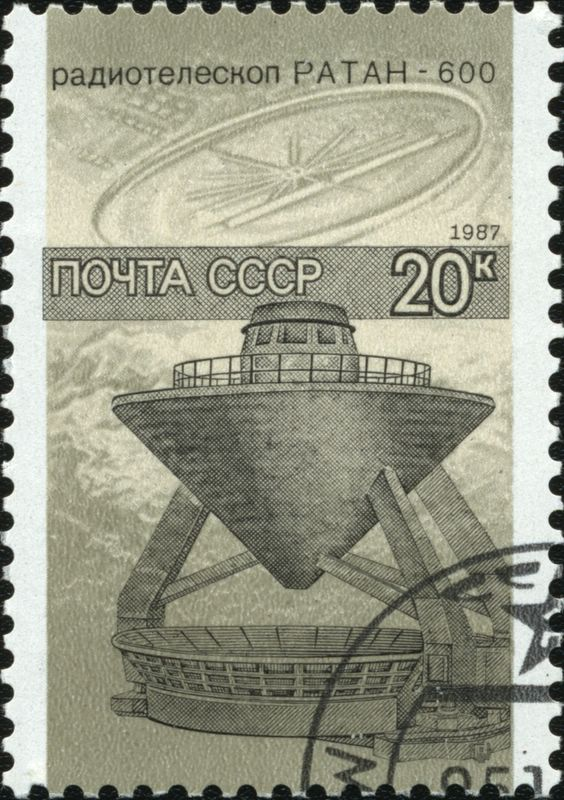
1987
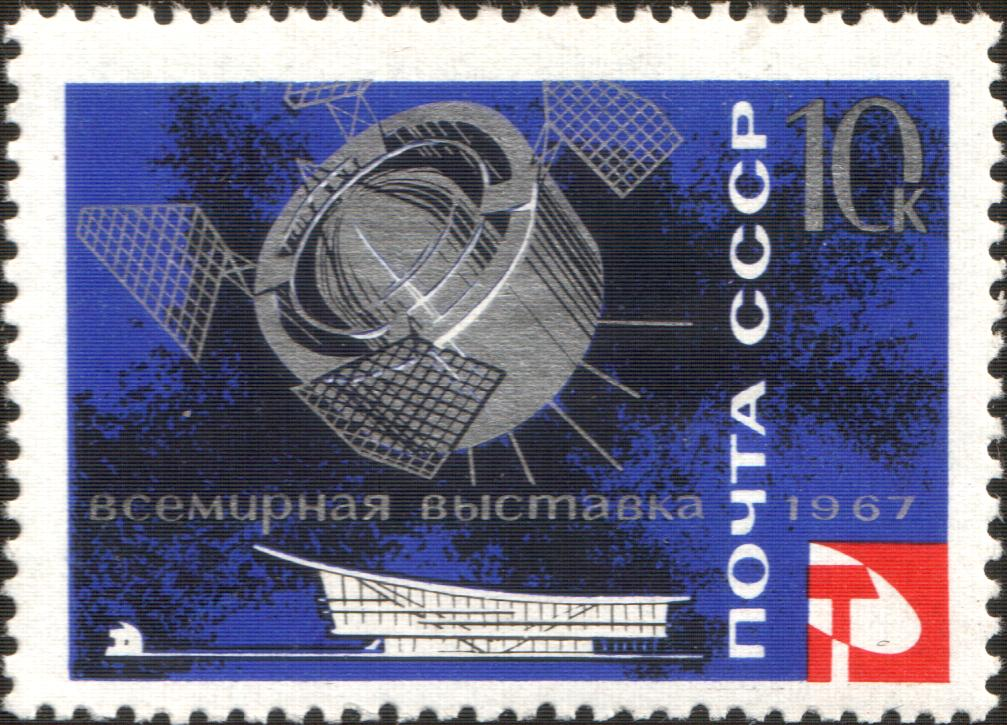
Montreal 1967
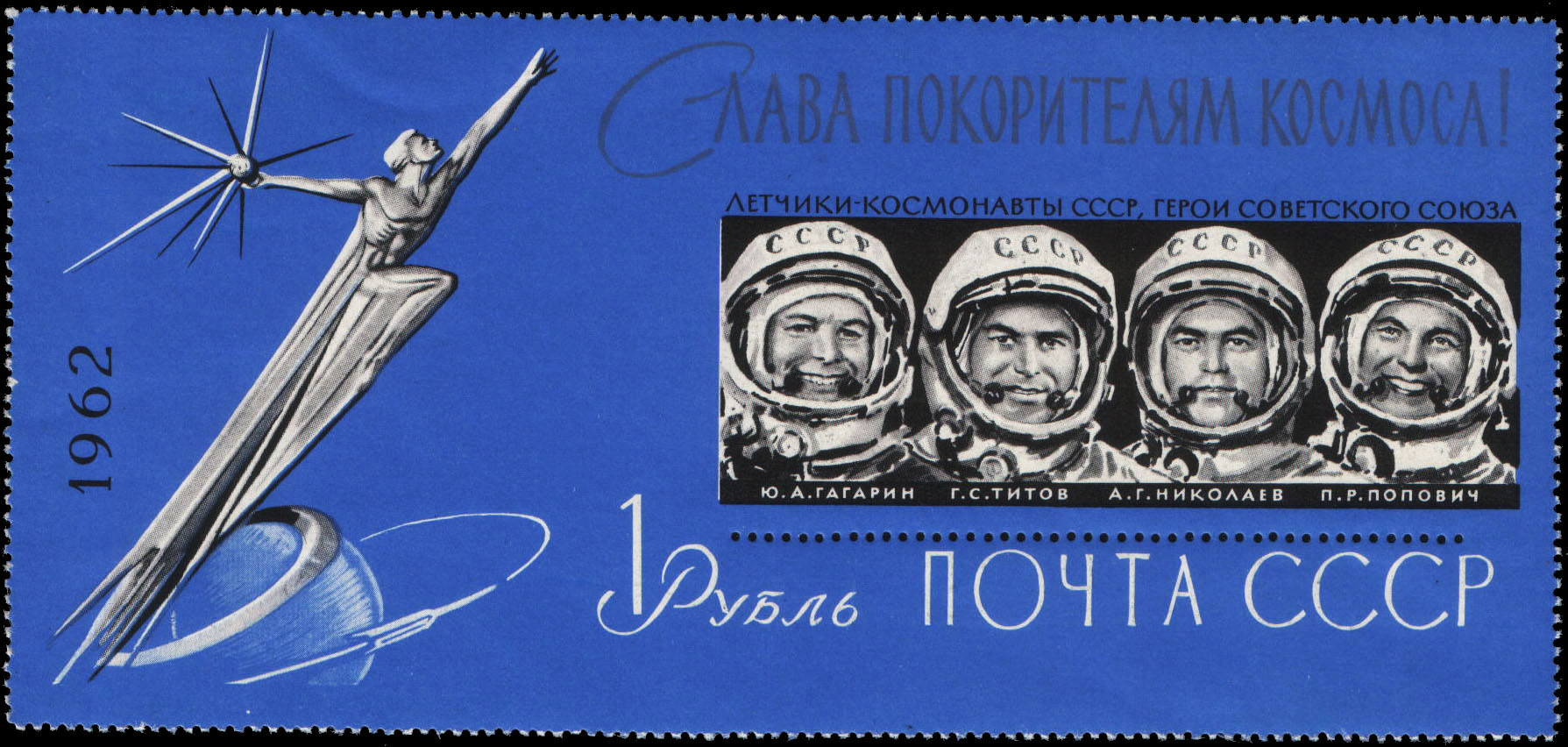
Astronautas sive cosmonautas, 1962
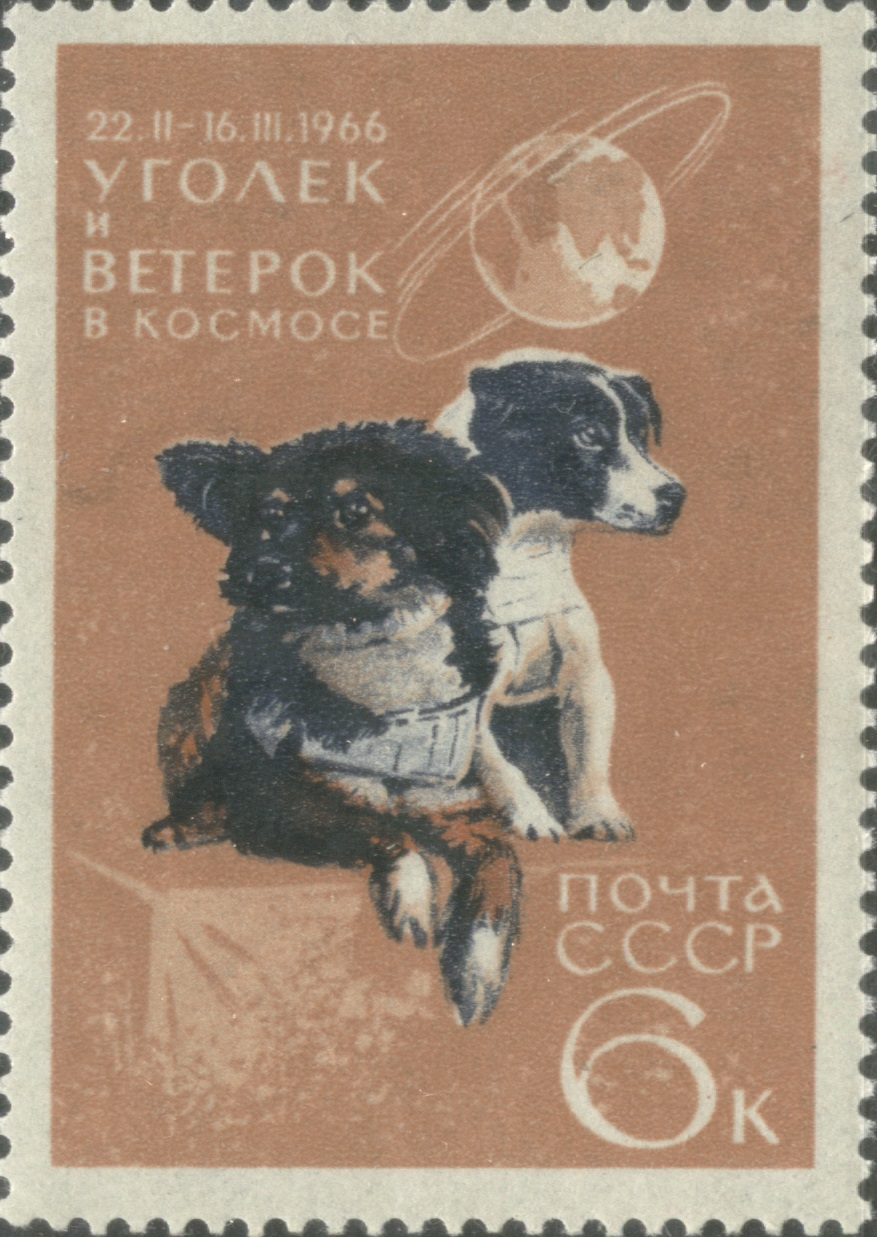
Perro en el espacio, 1966
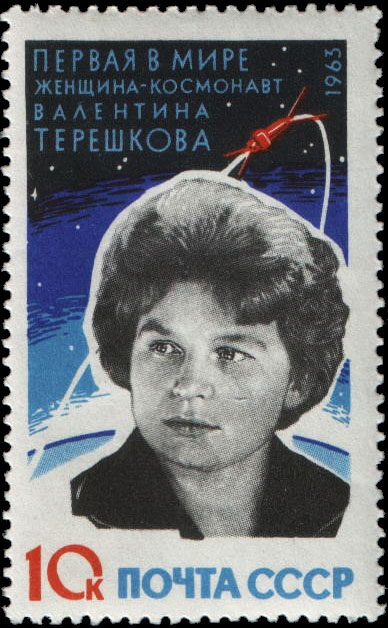
Mujeres en el espacio, 1963
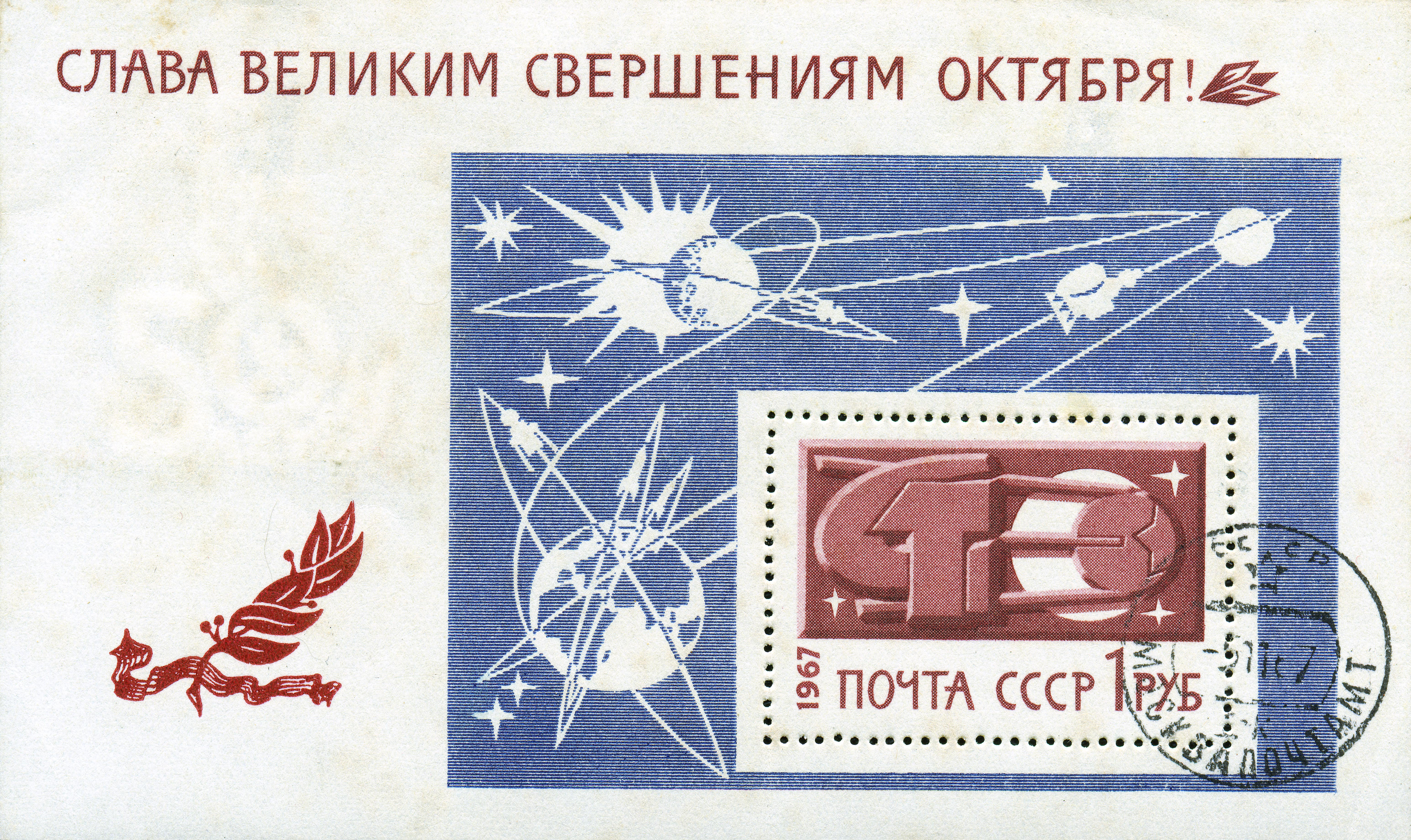
1967
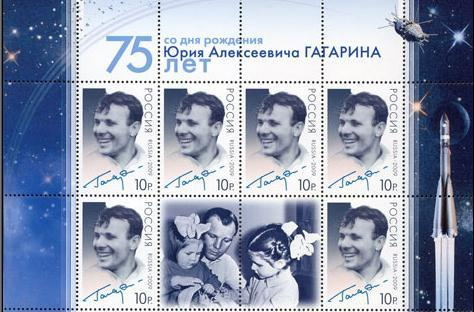
Block souvenir conmemorativo 75 del nacimiento de Gagarin